# Ryszard Makowski
Ryszard Makowski (ur. 16 sierpnia 1955 w Warszawie) – polski satyryk, piosenkarz, dziennikarz, członek Kabaretu OT.TO, znany także z gościnnych występów z Kabaretem Pod Egidą. 

## Życiorys
Jest absolwentem Wydziału Chemicznego Politechniki Warszawskiej. Tworzy teksty i muzykę. 7 stycznia 2001 rozpoczął własną działalność artystyczną. W latach 2003–2008 był dyrektorem Domu Kultury Praga w Warszawie. W przeszłości pisał m.in. wraz z Wiesławem Tupaczewskim z kabaretu OT.TO teksty do Smerfnych Hitów.
W czerwcu 2009 roku wydał płytę „Miłość to nie tylko pocałunki”, zawierającą 11 piosenek o tematyce miłosnej. W listopadzie 2009 ukazała się płyta „Pęc ze śmiechu” (MTJ), zawierająca 24 piosenki kabaretowe. 27 listopada 2009 została opublikowana jego pierwsza powieść, romans na wesoło – „Miłość czy Sport” (Grasshoper). Druga część powieści nosząca tytuł „Miłość czy pieniądze” ukazała się w kwietniu 2010 roku. Na początku lata 2012 premierę miała jego płyta zatytułowana „Na Ochotnika do Psychiatryka”, zaś w 2018 roku wydał płytę zatytułowaną „Ryszard Makowski”, zawierającą 11 piosenek bez elementów satyry czy ocen politycznych, z których był znany przed jej wydaniem. 
Od grudnia 2012 jest współpracownikiem tygodnika „Sieci”. Od 19 czerwca 2016 do 25 grudnia 2016 współprowadził z Pawłem Dłużewskim program Studio YaYo w TVP3 Warszawa. Był gospodarzem kilku programów w telewizji wPolsce.pl. Od marca 2019 prowadzi wraz z Bartoszem Miecznikowskim talk-show „Cafe piosenka” na antenach regionalnych Telewizji Polskiej, gdzie rozmawia z muzykami o początkach i rozwoju ich kariery. Jest także komentatorem wydarzeń społeczno-politycznych w Radiu Wnet. Występuje podczas różnych wydarzeń związanych z tą stacją, wykonując swoje autorskie programy muzyczno-kabaretowe. Od 2018 koncertuje na wybranych trasach Lata z radiem i wakacyjnej akcji „Lato, Muzyka, Zabawa. Wakacyjna Trasa Dwójki”.
W 2020 roku nagrał kolejną płytę, zatytułowaną „Marsz, Marsz Niepodległa”. 
W lipcu 2018 minister kultury Piotr Gliński odznaczył go Brązowym Medalem „Zasłużony Kulturze Gloria Artis”.
W 2022 roku po ponad dwudziestu latach wrócił do Kabaretu OT.TO, z którym wydał płytę pt. "Wesołych Świąt". Premiera krążka odbyła się 25 listopada 2022. Singlem zapowiadającym album jest utwór "Znowu idą święta". Grupa działa obecnie w trzyosobowym składzie (Ryszard Makowski, Wiesław Tupaczewski, Andrzej Tomanek). Wcześniej w składzie czteroosobowym grupę zasilał także Andrzej Piekarczyk.

## Życie prywatne
Ma żonę Barbarę (od 1982) i dwoje dzieci - córkę Weronikę (ur. 1986) i syna Aleksandra (ur. 1990).